# Gustavo Manrique
Gustavo Manrique Miranda nacido el 1ero de Mayo de 1970 en la ciudad de Guayaquil, 1970) es un ingeniero agrónomo, activista medioambiental y ambientalista ecuatoriano. Durante el Gobierno de Guillermo Lasso se desempeñó como Canciller de la República del Ecuador y anteriormente como Ministro de Ambiente.

## Biografía
Nació en la ciudad de Guayaquil. Es hijo de Xavier Manrique y Clemencia Miranda. Su padre fue un reconocido cardiólogo ecuatoriano; su madre es una educadora consagrada.[cita requerida] Tiene 5 hermanos, uno de ellos es el actor Roberto Manrique.
Se graduó como ingeniero agrónomo en Costa Rica en la Universidad EARTH. Durante su trayectoria profesional trabajó en varias empresas socioambientales y agrícolas. También presidió varios directorios de organizaciones ambientales.[cita requerida]
Impulsó actividades como la Cumbre Internacional de Medio Ambiente, fundó los Premios Latinoamérica Verde y en 2012 obtuvo el primer Récord Guinness para la ciudad de Quito, al reciclar junto a 93.000 estudiantes un millón y medio de botellas en 6 días. Fue considerado[¿según quién?] como uno de los 100 líderes más influyentes en cambio climático de América Latina.

## Trayectoria

### Ministro de Ambiente

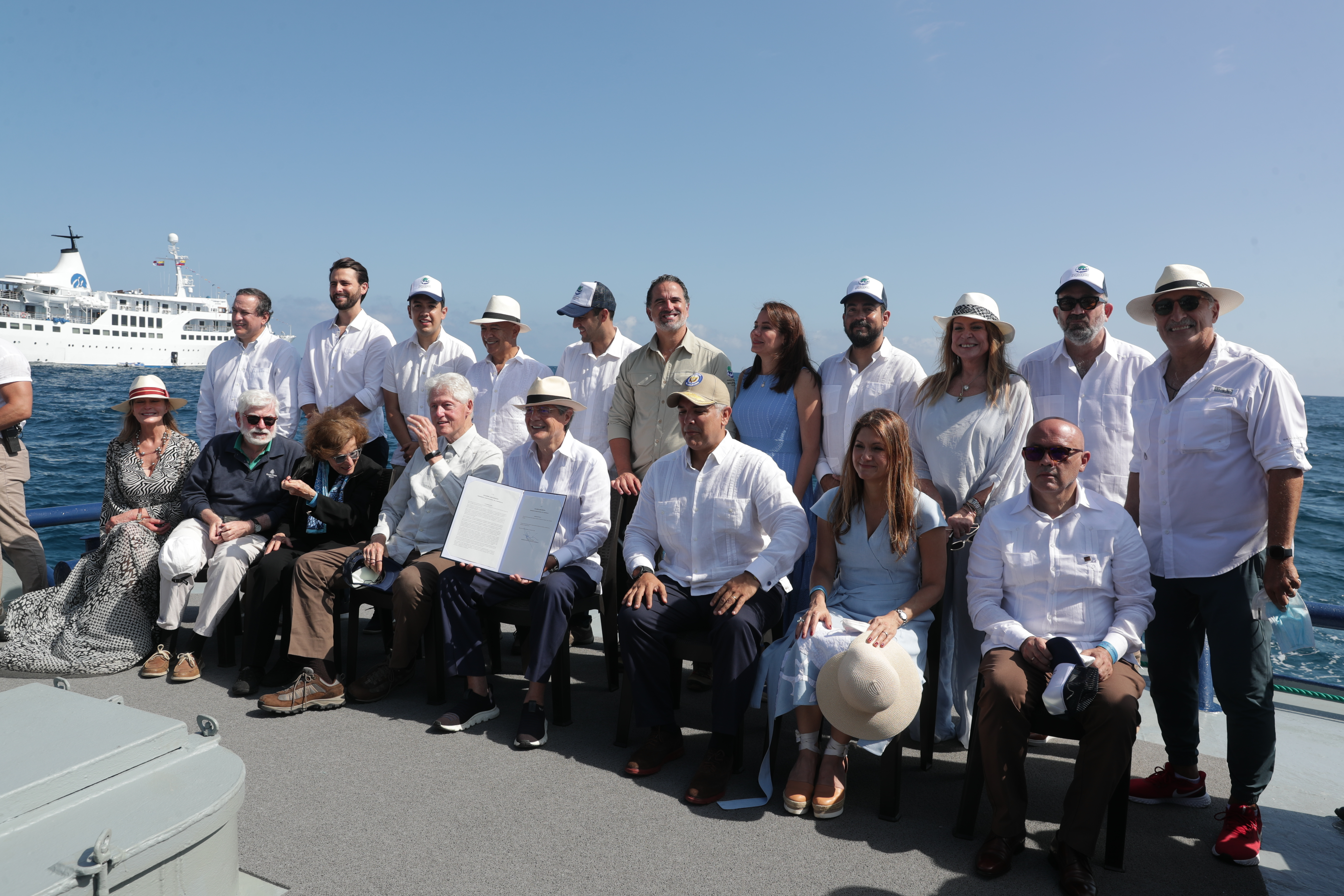
Manrique como Ministro de Ambiente (centro), en la firma del decreto para ampliar la reserva marina de Galápagos

El 17 de mayo de 2021, el presidente electo Guillermo Lasso lo nombró Ministro de Ambiente; asumiendo el cargo el 24 de mayo del mismo año, con el inicio de gobierno. Durante su periodo como ministro se destacó la ampliación de la reserva marina de Galápagos en 2022.

### Canciller del Ecuador
El 2 de abril de 2023 el presidente Guillermo Lasso lo designó como nuevo Ministro de Relaciones Exteriores y Movilidad Humana, con el título de Canciller, tras la renuncia de Juan Carlos Holguín.